# 庐山梣
庐山梣（学名：Fraxinus sieboldiana）是木犀科梣属的植物。分布于日本，以及中国大陆的安徽、江苏、福建、浙江、江西等地，生长于海拔500米至1,200米的地区，一般生于山坡林中和沟谷溪边，目前尚未由人工引种栽培。

## 别名
小蜡树（中国树木分类学）